# Дом Гарнакерьяна (Ростов-на-Дону)
Дом Гарнакерьяна  — дом в Ростове-на-Дону, в котором жили поэты А. Г. Гарнакерьян, А. П. Оленич-Гнененко и писатель Г. Ф. Шолохов-Синявский. В советское время этот дом называли «писательским»
Адрес: Ростов-на-Дону, ул. Пушкинская, 78.

## История

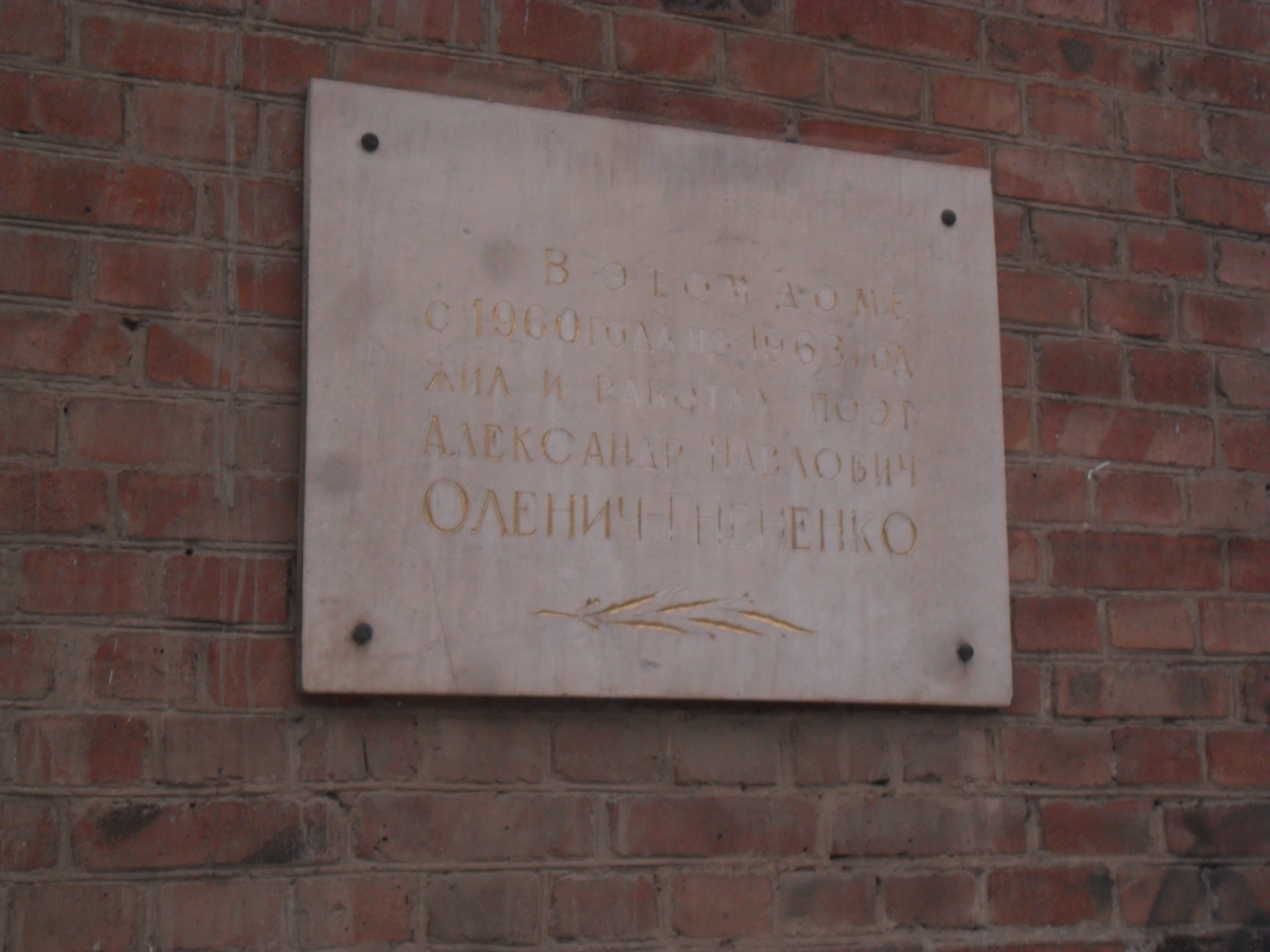
Мемориальная доска Оленичу-Гнененко

Мемориальная доска Гарнакерьяну

Дом расположен в центре города Ростова на улице Пушкинская, 78. Построен в 1960 году.  В этом доме жили поэты Ашот Георгиевич Гарнакерьян (с 1960 по 1977 г.), автор стихов, посвященных Донскому краю; Александр Павлович Оленич-Гнененко (с 1960 по 1963 г.), автор детских стихотворений, мастер пейзажной лирики; один из зачинателей советской литературы на Дону, писатель Георгий Филиппович Шолохов-Синявский (с 1960 по 1967 г.). Также в доме в разное время проживали поэт и переводчик В. К. Жак, писатели Д. И. Петров-Бирюк, М. А. Никулин, А. М. Фарбер и поэт Л.В. Шемшелевич.
Поэт А. П. Оленич-Гнененко жил на втором этаже в квартире № 3, в квартире № 4 жил поэт А. Г. Гарнакерьян, на третьем этаже в квартире № 6 проживал писатель Г. Ф. Шолохов-Синявский. Окна кабинетов всех поэтов и писателя выходили на юг.

Мемориальная доска Шолохову-Синявскому

Мемориальный облик рабочих кабинетов поэтов к настоящему времени не сохранился, прежний вид имеет кабинет писателя Г. Ф. Шолохова-Синявского.
В 1967 году на здании была установлена мемориальная доска с надписью: «В этом доме с 1960 по 1967 г. жил и работал Георгий Филиппович Шолохов-Синявский».
Там же в 1971 году установлена вторая мемориальная доска, где высечено: «В этом доме с 1960 по 1963 год жил и работал поэт Александр Павлович Оленич-Гнененко».
В 1978 году установлена третья доска с текстом: «В этом доме с 1960 по 1977 год жил и работал поэт Ашот Георгиевич Гарнакерьян». Над мемориальной доской поэту А. Г. Гарнакерьяну установлен барельеф. В 2020 году барельеф был украден.

## Архитектура
Дом четырехэтажный, кирпичный, на высоком цоколе. Архитектурно-художественный облик фасада здания определил ритм прямоугольных оконных проемов и балконы со 2 по 4 этаж. Имеется межэтажный карниз, геометрический орнамент из светлого кирпича по фризу. В правой части дома сделана арка, ведущая во двор, в створе с соседним пристроенным левым зданием также устроена арка с металлической решеткой, ведущая во внутренний двор дома. Здание имеет подвальные помещения.
Строение прямоугольное в плане. Его композиционным ядром является лестничная клетка с двухсторонним размещением квартир.